# Бома (ДР Конго)
Бома (фр. Ville de Boma) је град у провинцији Доњи Конго у Демократској Републици Конго. Налази се на северној обали реке Конго. 
Био је главни град колонијалног Белгијског Конга од 1886. до 1924. године, када је за главни град проглашен Леополдвил (касније преименован у Киншаса). 
Године 1984. град је имао 197.617 становника, а данашњи број становвника се процењује на 350.000. У Боми се производе дебла од тропског дрвећа, банане, какао и палмини производи.